# Easy Life
Easy Life Investments, beter bekend als Easy Life, was een Nederlands investeringsfonds dat door beleggers ingelegd geld belegde in Amerikaanse levensverzekeringen. Easy Life raakte begin september 2008 in opspraak na een inval van justitie en de FIOD-ECD. Deze inval vond plaats na een aangifte door de Autoriteit Financiële Markten (AFM). De opsporingsdiensten vermoedden fraude, de directie van Easy Life zou een groot deel van het door beleggers ingelegde geld (totaal zo'n 33 miljoen euro) gebruikt hebben voor privé-doeleinden. Op 14 oktober 2008 werd Easy Life failliet verklaard. Easy Life was met name actief binnen Nederland, maar ook in België zijn er gedupeerden en er waren plannen om het product ook elders binnen Europa te verkopen.

## John Wolbers
Easy Life directeur en aandeelhouder John Wolbers (geboren te Heeze in 1974) was tot 2000 verkoper buitendienst bij een assurantiekantoor. In 2000 startte hij voor zichzelf met de firma Liocorno. Liocorno verkocht hypotheken en bediende daarbij de onderkant van de markt. Dit zijn hypotheken die ten tijde van de kredietcrisis bekend kwamen te staan als 'subprime hypotheken'. Liocorno groeide snel, binnen een paar jaar had Wolbers vestigingen in onder meer Eindhoven, Den Bosch, Venray, Capelle aan den IJssel en Brunssum. In 2004 kwam Wolbers, met een geschat vermogen van 9 miljoen euro, terecht in de Quote 500 junior. In 2008 werd het vermogen van Wolbers geschat op 24 miljoen euro.
Eind 2006 wordt Wolbers benaderd door zijn achterneef Frans Oosterbosch (1959). Oosterbosch is directeur van de firma Weso BV en belegt via Weso in Amerikaanse levensverzekeringen. Door slechte bedrijfsvoering gaat Oosterbosch failliet en om een doorstart te maken benadert hij Wolbers. Wolbers heeft interesse in de levensverzekeringen en begint met de verkoop van certificaten middels een c.v. constructie. Er worden in totaal vanuit twee c.v.'s verkocht door Wolbers c.v. 2 en c.v 2.1. De naam Weso BV wordt veranderd in Easy Life Investments, een fonds dat gaat beleggen in levensverzekeringen van Amerikanen die 75 jaar of ouder zijn. In maart 2007 wordt Wolbers aandeelhouder en gaat Easy Life de markt op met het nieuwe product. Achteraf blijkt dat Wolbers is ingestapt in de oude Weso BV met een grote schuld. Tijdens het interview van Pauw & Witteman zegt Wolbers dat hij ten tijde dat hij aandeelhouder werd niet wist dat hij in een oude vennootschap was ingestapt en dat hij geen due diligence gedaan had vanwege het het feit dat hij dacht dat hij in een nieuwe vennootschap zou instappen. Investeerders kunnen voor minimaal 50.000 euro obligaties kopen in het fonds tegen een vast rendement van tussen de 9 en 10% per jaar. Door te kiezen voor een inleg van minimaal 50.000 euro valt Easy Life buiten het toezicht van de AFM.

## Handel in levensverzekeringen
In Europa is de handel in levensverzekeringen geen gemeengoed, maar in de Verenigde Staten is deze handel doodnormaal. In de Verenigde Staten wordt een levensverzekering als een gewoon bezit gezien en iedere Amerikaan mag volgens de wet zijn eigen bezit verhandelen. De handel in levensverzekeringen startte in de VS eind jaren tachtig van de 20ste eeuw met de Viatical Settlement markt. Zieke mensen, toentertijd meestal aidspatiënten verkochten hun polis om hun medische behandeling te betalen. Met de verkoop van hun polis kregen ze een deel van de uitkeringswaarde in handen. De koper betaalde daarna de verzekeringspremie van de levensverzekering en ontving na overlijden van de ex-verzekerde de uitkering. Uit de Viatical Settlement markt groeide in de VS een volledig geïnstitutionaliseerde markt: de handel in life settlements (levensverzekeringen). Op de Life Settlement-markt kunnen mensen van 65 jaar en ouder hun levensverzekering aanbieden. Deze aanbieders zijn niet meer alleen zieke mensen die hun ziekenhuisrekening moeten betalen. De meeste mensen verkopen hun verzekering omdat ze over extra geld willen beschikken en omdat er geen nabestaanden meer zijn of omdat hun nabestaanden voldoende geld hebben. De verkoop van een polis levert de verzekerde tussen de 8 en 33 procent van de uiteindelijke uitkering op waarbij het percentage afhankelijk is van de sterftekans: hoe hoger de sterftekans, hoe hoger het bedrag. De verzekerde kan zijn polis ook af laten kopen door de verzekeringsmaatschappij, maar die afkoopsom ligt meestal zo’n 30% lager dan het bedrag dat hij ontvangt via de Life Settlement markt.
Hoeveel rendement een koper van polissen haalt, is afhankelijk van de inkoop. Bij die inkoop wordt gelet op de hoogte van de uiteindelijke uitkering, de hoogte van de te betalen premies en de sterftekans van degene op wiens leven de polis is gesloten. Als iemand langer leeft dan verwacht, dan moet de koper de premie langer doorbetalen en daalt het rendement. Een bedrijf dat investeert in levensverzekeringen moet daarom honderden polissen inkopen om zo het risico te spreiden. Als een belegger over veel polissen beschikt maakt het niet zoveel uit als een paar mensen langer leven dan verwacht. Tegenstanders van deze markt vinden de handel in levenspolissen in strijd met de goede zeden, voorstanders vinden dat mensen zelf moeten beslissen wat ze met hun polis doen, bovendien krijgen ze door verkoop van hun polis bij leven een flink bedrag in handen.

## Verkoopkanalen Easy Life
In aanvang verkoopt Easy Life de obligaties Easy Life vooral via het adviesbureau van John Wolbers: Liocorno Financieel Advies (een handelsnaam van John Wolbers Financieel Advies BV). Hypotheeknemers krijgen boven op hun hypotheek een extra bedrag dat ze kunnen investeren in Easy Life. Liocorno redeneert als volgt: de hypotheekrente is lager dan het rendement op de obligaties van Easy Life en dat maakt het afbetalen van de hypotheek mogelijk. Hypotheeknemers worden op die manier via Liocorno geadviseerd om te investeren in Easy Life. Ook worden vermogende cliënten door de adviseurs van Liocorno geadviseerd om in Easy Life te beleggen. Er werd door Liocorno dus niet alleen middels hypotheekconstructies geadviseerd om in in Easy Life te beleggen. Easy Life wilde niet uitsluitend via Liocorno verkopen en wilde een nieuwe markt aanboren en doet dat met billboards langs snelwegen, paginagrote advertenties in onder andere Quote, gekochte zendtijd in het programma Business Class bij Harry Mens en een stand op de Miljonair Fair. Ook werden via andere intermediairs Easy Life obligaties verkocht. Er meldden zich honderden beleggers. In 2008 had Easy Life zo'n 500 beleggers die in totaal rond de 42 miljoen euro hebben ingelegd.

## AFM doet aangifte tegen Easy Life
De eerste tekenen dat er sprake was van onregelmatigheden rondom Frans Oosterbosch waren al in januari 2006 door de AFM opgemerkt, die toen al een onderzoek startte. Het vermoeden was destijds dat geld van beleggers werd gebruikt voor privé-uitgaven. Dit leidde ertoe dat de AFM op 27 februari 2007 aangifte deed tegen de beleggingsfirma van Frans Oosterbosch en diens toenmalige zakenpartner. De reden hiervoor was een vermeende overtreding van de effectenwetgeving en oplichting van beleggers. Ook De Nederlandsche Bank was in detail op de hoogte gebracht van de onregelmatigheden. In de tussenliggende periode, ruim anderhalf jaar, waarin het Openbaar Ministerie de zaak ongemoeid liet, wist Easy Life honderden investeerders naar zich toe te trekken. Het OM beweerde echter bij monde van persofficier A.L. Speijers dat de aangifte betrekking had op "de prospectus, een AFM-aangelegenheid en een andere verdenking", maar welke andere verdenking is niet duidelijk, behalve dat deze te dun zou zijn voor een strafrechtelijke actie. Het OM beweert dat zij daarnaast wel degelijk tot tweemaal toe bijzondere opsporingsmethoden heeft ingezet om helderheid in het handelen te krijgen. Na het opvragen van historische bankgegevens van Easy Life in maart 2008 is pas een gerechtelijk onderzoek ingesteld.
Gedurende de groei van Easy Life trekken onduidelijkheden rond Liocorno en Easy Life en de extravagante levenswijze van de directie media-aandacht. Wolbers verschijnt vaak in bladen waar hij zijn rijkdom etaleert. Beleggers beginnen te twijfelen of het ingelegde geld wel werkelijk wordt belegd. In juli 2008 zoekt de AFM via advertenties contact met mensen die hebben belegd in life settlements. De AFM wilde de kwaliteit van advisering rond deze risicovolle producten onderzoeken. Easy Life wordt door de AFM genoemd als een van de aanbieders. Na contact met beleggers doet de AFM aangifte tegen Easy Life wegens overtreding van de prospectuswet.

## Inval bij Easy Life
Die aangifte leidt op 2 september 2008 tot invallen door de politie en de FIOD-ECD in het kantoor van Easy Life in Helmond en in de woningen van directieleden. Daarbij worden drie mensen aangehouden: medeoprichter en voormalig directeur van Easy Life Frans Oosterbosch en de directeuren van Easy Life Henk van de Vondervoort (in november 2015 100% vrijgesproken) en Frits Rijnaard. Oprichter John Wolbers verblijft op dat moment in het buitenland voor deelname aan The Challenge, een autorit voor de rijken. Bij de invallen worden geld, sieraden en vuurwapens in beslag genomen. Bij het huis van Wolbers in Heeze wordt op de politie geschoten door een man die op het huis van Wolbers zegt te passen.
Op 3 september verklaarde justitie dat zij Wolbers en compagnons verdenken van beleggingsfraude. Op 10 oktober belegde het OM in samenwerking met de FIOD-ECD een voorlichtingsavond in het Van der Valk-hotel in Eindhoven. Daaruit kwam naar voren dat volgens het OM er van de circa 42 miljoen euro aan ingelegd geld slechts 7 à 7,5 miljoen euro daadwerkelijk belegd is in de Life Settlements, de rest van het geld is opgegaan aan reclame, sponsoring, adviseurs, dure auto's, privé onroerend goed en forse arbeidsbeloningen. Strafrechtelijk werd beslag gelegd op alle eigendommen van zowel de rechtspersoon (Easy Life Group) als de natuurlijke personen (Wolbers, Vondervoort, Oosterbosch). De netto waarde hiervan bleek echter vrijwel nihil, de auto's waren geleased en op de huizen rustten hypothecaire bankschulden. Het OM legde geen beslag op de Life Settlement-polissen. Deze waren door Easy Life ondergebracht in de E-Life Trust en vielen ook buiten het faillissement. De Trust had op het moment van het faillissement van Easy Life nog voldoende middelen om de premies voor de polissen voor circa 6 maanden te voldoen. Zodra de premies niet meer voldaan kunnen worden, zullen de polissen komen te vervallen aan de verzekeraars in de Verenigde Staten en blijft er voor de gedupeerden niets over. Over de banktegoeden in binnen- en buitenland van Easy Life en haar voormalige bestuurders is nog niets bekend, de banken hebben de informatie hierover nog niet vrijgegeven, maar het vermoeden bestaat dat er uiteindelijk slechts een klein deel van het geld boven water zal komen.

## Wolbers erkent misstanden
Een dag na de inval, op 3 september 2008, geeft Wolbers vanuit Portugal een interview aan Quote. Wolbers bevestigt dat er 'onregelmatigheden' hebben plaatsgevonden binnen Easy Life. Wolbers is er – naar eigen zeggen - in december 2007 achter gekomen dat Frans Oosterbosch veel geld van Easy Life privé heeft uitgegeven. Oosterbosch schafte zich onder meer privé een woning aan op kosten van Easy Life. Ook betaalde Oosterbosch grote bedragen aan adviseurs, onder die adviseurs waren familieleden van Oosterbosch. Doordat er veel geld verdween, zijn er te weinig polissen aangekocht. Wolbers probeerde dit naar eigen zeggen te corrigeren met privé-geld en stelde een nieuwe directeur aan. Wolbers erkende daarmee de misstanden binnen Easy Life maar legde de schuld bij anderen. Op 4 september meldde Wolbers zich bij de politie in Eindhoven, hij werd 5 september in verzekering gesteld.

## Oosterbosch pleit zich vrij
In december 2008 kwam Oosterbosch met een tegengesteld verhaal, hij zou uit eigen beweging in december 2007 zijn opgestapt bij Easy Life omdat hij erachter kwam dat Wolbers geld van Easy Life gebruikte voor privé doeleinden. In het programma EenVandaag van 12 december 2008 deed Oosterbosch zijn verhaal, waarin hij de schuld bij Wolbers legde. Ook betuigde Oosterbosch zijn spijt en zei een oplossing te hebben voor de gedupeerden.
In november 2008 was echter al bekend geworden dat Wolbers noch Oosterbosch hadden geprobeerd Easy Life van de ondergang te redden. Volgens voormalig werknemers had de in januari aangestelde directeur Frits Rijnaard de onderneming gesaneerd en met Wolbers en Oosterbosch afgesproken dat zij het aan Easy Life onttrokken geld zouden terugbetalen. Dit had Oosterbosch echter niet gedaan. Wolbers heeft in totaal 1,9 miljoen terugbetaald aan de onderneming. Dit wordt bevestigd door het KPMG rapport wat ingezien is door het ANP. Wolbers stelt dat hij zelfs nog geld tegoed heeft van de vennootschap.,
In het faillissementsverslag van Easy Life Investments van 10 november 2008 wijst de curator Oosterbosch als hoofdschuldige aan. Oosterbosch had, getuige pagina 6 van het verslag, in ieder geval 8,8 miljoen euro aan Easy Life onttrokken.

## OM zette rechter op verkeerde been
In het artikel van het Financieele Dagblad (FD) op 19 maart 2010 wordt uitvoerig gesproken over het feit dat dat de rekeningcourantcijfers van Wolbers voor de zoveelste maal naar beneden zijn bijgesteld. Wolbers heeft 17 maanden in voorarrest gezeten op basis van cijfers die achteraf niet juist bleken te zijn. Justitie heeft Wolbers in het begin 7,6 miljoen euro ten laste gelegd dat hij privé onttrokken zou hebben. Volgens het FD, dat ook inzage heeft gehad in het strafdossier en de destijds laatste rapportage van de Belastingdienst, blijkt dat er in maart 2010 nog maar 3,5 miljoen euro van het oorspronkelijke ten laste gelegde bedrag over was. Uit het rapport van de Belastingdienst blijkt dat hier echter nog salaris en provisies van afgetrokken dienen te worden. Volgens Mr. van Gessel (de advocaat van Wolbers) zal blijken dat na aftrek van deze en overige zakelijke kosten door Wolbers helemaal geen gelden privé onttrokken zijn aan Easy Life.
In ditzelfde stuk van het FD komt uitvoerig aan bod dat het voorarrest van Wolbers mede iedere keer verlengd is doordat er volgens de officier van justitie nog geen antwoord op het rechtshulpverzoek uit Zwitserland was gekomen. Uit vertrouwelijke stukken uit het strafdossier wat ingezien is door het FD blijkt dat de officier van justitie reeds in september 2008 in bezit was van alle gevraagde informatie en tevens is er toen beslag gelegd op de privé rekeningen van Wolbers. De officier van justitie heeft op de pro-formazitting van maart 2009 gezegd dat hij nog wachtte op onderzoeksgegevens vanuit Zwitserland.
Achteraf geeft de officier van justitie toe dat hij al in bezit was van de onderzoeksgegevens uit Zwitserland. De officier van justitie heeft dus verzwegen dat hij al lang in het bezit was van de gevraagde onderzoek gegevens en Wolbers heeft dus op basis van onjuiste rechtshulpverzoeken en rekening-courant cijfers in voorlopige hechtenis gezeten. De rechtbank heeft op basis van onjuiste gegevens de voorlopige hechtenis keer op keer verlengd tot 17 maanden aan toe doordat de rechtbank geen zuiver oordeel heeft kunnen vellen.
Wolbers vertelt in het FD dat hij vanaf dag één de waarheid verteld heeft en dat hij al vanaf dag één ontkend heeft dat hij gelden privé onttrokken heeft van EASY LIFE dit wordt ook nog eens onderbouwd door het interview wat hij aan quote gegeven heeft toen hij in september 2008 onderweg terug was naar Nederland om zich te gaan melden.

## Wolbers ontkent dat hij iets met de verdwenen miljoenen te maken heeft
In het artikel van Quote van februari 2012 onderschrijft KPMG de stelling die Wolbers vanaf het begin heeft ingenomen, namelijk dat hij niets met de verdwenen miljoenen te maken heeft en dat anderen binnen Easy Life dit veroorzaakt zouden hebben. Tevens wordt er in dit artikel verwezen naar het Quote-interview uit september 2008 waarin Wolbers destijds dezelfde lezing gegeven heeft die nu door KPMG, 4 jaar later, wordt onderbouwd. In het artikel van februari 2012 van Quote wordt ook gesproken over het feit dat dit door de andere verdachten indirect wordt onderschreven daar zij het niet eens zijn met de bevindingen van KPMG.

## KPMG-onderzoek
Tijdens de inhoudelijke zitting van maart 2010 besluit de rechtbank dat het hele onderzoek naar de geldstromen binnen het Easy Life concern overgedaan moet worden. Deze beslissing van de rechtbank komt voort uit het feit dat de rekening-courant van John Wolbers keer op keer naar beneden moest worden bijgesteld waardoor het OM niet inzichtelijk kon maken wat er precies met de gelden gebeurd was. De rekening courant van John Wolbers is tijdens de zittingen van 7,6 miljoen naar 6 miljoen naar 4,4 miljoen en vervolgens bleek volgens het rapport van de belastingdienst in maart 2010 dat het bedrag nog maar 3,3 miljoen was. Echter moesten daar nog provisies en salaris van afgetrokken worden. Mr van Gessel ( advocaat van dhr Wolbers ) wees er ook op dat er nog vele posten in dit rapport stonden waarvan de FIOD-ECD al van erkend hadden dat deze niet in de RC van Wolbers hoorden.
Het rekening-courant bedrag van Frans Oosterbosch was ten tijde van de zitting van maart 2010 11 miljoen euro. Mr Teurlings ( advocaat van dhr Oosterbosch ) maakte ook bezwaar tegen deze cijfers omdat ze niet zouden kloppen.
De rechtbank heeft toen besloten dat KPMG een onafhankelijk onderzoek moest doen wat er met de geldstromen binnen het EASY LIFE concern gebeurd is om eens en voor altijd duidelijkheid te verschaffen. De rechtbank gaf in een verklaring weer dat zij vonden dat de officier van justitie de goede rechtsorde geschaad had.
Volgens het KPMG rapport blijkt dat er totaal voor 9 miljoen in polissen belegd is, er voor 3,7 miljoen aan rentes uitbetaald zijn en er voor 1,1 miljoen euro terugbetaald is aan inleggers die vroegtijdig uitgestapt zijn. Dat houdt dus in dat er met bijna 14 miljoen euro daadwerkelijk gebeurd is wat ermee had moeten gebeuren. Dit bedrag is vele malen hoger dan de 7,5 miljoen waar het OM in het begin mee kwam echter nog steeds veel te weinig ten opzichte van de ingelegde gelden. Er zijn volgens KPMG in totaal voor 16 miljoen euro aan bedrijfskosten gemaakt waarbij in de ten lastenlegging van Frits Reijnaard staat dat de FIOD-ECD hem verantwoordelijk acht voor de financiële onbalans die ontstaan is van september 2007 tot en met september 2008. Dit wordt hem expliciet in het proces verbaal van de FIOD-ECD ten laste gelegd. Het bedrag wat in de periode september 2007 tot en met september 2008 niet in polissen belegd is bedraagt 12 miljoen euro.
De rekening-courant van John Wolbers privé is volgens het rapport van KPMG 600.000 euro. Volgens KPMG hebben aan hem gelieerde vennootschappen een rekening-courant van 1,4 miljoen euro. In een interview aan het blad ANP die ook inzage hebben gezien in het KPMG rapport stelt Wolbers dat ook die bedragen te verklaren zijn en dat hij zelfs nog gelden tegoed heeft daar hij provisie tegoeden opgeschort heeft en nog recht heeft op achterstallig salaris. Hij stelt ook dat hij in privé nog huurpenningen tegoed heeft van de vennootschap EASY LIFE omdat hij nadat hij in november 2007 achter de financiële onbalans van het bedrijf gekomen was de kosten van de kantoor panden vanuit privé betaald heeft. Uit de stukken van KPMG blijkt inderdaad dat Wolbers 1,9 miljoen euro vanuit privé in de onderneming gestort heeft zoals hij altijd beweerd heeft. De 1,4 miljoen rekening-courant aan de gelieerde vennootschappen zijn volgens Wolbers zakelijke investeringen geweest waar onder andere EASY LIFE gerelateerde marketingkosten van betaald zijn.
De rekening-courant van Frans Oosterbosch privé is volgens het rapport van KPMG 1,5 miljoen euro. Volgens KPMG hebben aan hem gelieerde vennootschappen een rekening-courant schuld van bijna 8,5 miljoen euro. Frans Oosterbosch heeft volgens het ANP bijna 10 miljoen euro uitgegeven van de EASY LIFE gelden. De rekening-courant schuld van Oosterbosch en aan hem gelieerde vennootschappen is volgens KPMG totaal bijna 10 miljoen.

## Voorlopige hechtenis directie
Op 17 september 2008 verlengde de rechtbank in 's-Hertogenbosch de voorlopige hechtenis van drie van de vier verdachten met negentig dagen. Frits Rijnaard werd in afwachting van het onderzoek op vrije voeten gesteld. Op 8 november 2008 is bekendgemaakt dat ook een Henk van de Vondervoort op vrije voeten is gesteld in de daarop voorgaande week. Van de Vondervoort beweert dat hij geen enkele inzage in de administratie heeft gehad.
Op 15 december 2008 werd het voorarrest van Oosterbosch en Wolbers wederom verlengd. De rechtbank in Den Bosch wilde zo voorkomen dat ze zich uit de voeten zouden maken. De advocaat van Oosterbosch pleitte voor vrijlating van zijn cliënt, Oosterbosch zou orde op zaken willen stellen met de beleggers. Oosterbosch stuurde eerder een brief aan alle beleggers waarin hij de schuld van de malversaties bij Wolbers en Rijnaard legde. Oosterbosch schreef de gedupeerden te willen compenseren door de beleggingen weer op te pakken. Dit werd hem, zo stelde Oosterbosch, echter onmogelijk gemaakt door het OM.

## Aanvraag faillissement Easy Life
Door het openbaar ministerie werd beslag gelegd op de rekeningen van Easy Life. De directie van Easy Life waarschuwde dat het bedrijf door het beslag failliet zou gaan omdat schuldeisers niet betaald konden worden. Ook de premies van de Amerikaanse polissen konden niet voldaan worden, de polissen zouden daarmee waardeloos worden. Ondertussen deed de FIOD-ECD onderzoek, waaruit bleek dat het ingelegde geld slechts gedeeltelijk was gebruikt voor de aankoop van levensverzekeringen. Een groot deel van het ingelegde geld was gebruikt om de bedrijfskosten te dekken en om privé-aankopen te doen. Wel is duidelijk, en dat wordt door niemand ontkend, dat Frits Rijnaard na zijn indiensttreding de maandelijkse kosten heeft teruggebracht van 600.000,- per maand naar 60.000,- per maand.
Easy Life wilde in eerste instantie een doorstart maken, maar op 2 oktober 2008 wordt bekend dat Easy Life zelf faillissement heeft aangevraagd.

## Criminele organisatie
Op 8 oktober 2008 kwam het Openbaar Ministerie met een verklaring dat John Wolbers verdacht wordt van het leiding geven aan een criminele organisatie. Deze organisatie maakte zich onder andere schuldig aan oplichting en/of verduistering, aldus het OM. Uit onderzoek was gebleken dat slechts een zeer klein deel van het aan Easy Life toevertrouwde geld was gebruikt voor de aankoop van levensverzekeringen. Het overige geld verdween in de zakken van de directie.

## Faillissement Easy Life en Liocorno
Op 14 oktober 2008 werden zowel Easy Life als een deel van Liocorno door de rechtbank in Den Bosch failliet verklaard. Het faillissement werd op de website van Easy Life bekendgemaakt.
Op 3 december 2008 werd John Wolbers privé failliet verklaard.

## De beleggers
Verschillende advocatenkantoren buitelden over elkaar heen om de gedupeerde beleggers bij te staan. Zij zagen een goede markt in de groep van zo´n 400 gedupeerden. Vele gedupeerden voelden zich onder druk gezet door de opdringerige advocaten. Via internet vonden zij elkaar en richtten de ´club.van.gedupeerden.nl´ op, om gezamenlijk gefundeerde keuzes voor de verdediging van hun belangen te maken. Zij kozen voor advocatenkantoor Van Ewijk Van de Wouw uit Den Bosch. Circa 240 gedupeerden hebben zich hiertoe aangesloten bij de Stichting Easy Life Gedupeerden (STELG), opgericht door Van Ewijk Van de Wouw, ten behoeve van de gedupeerden. Advocatenkantoor Bartels uit Utrecht behartigde daarnaast de belangen van 62 investeerders en daarnaast is advocatenkantoor Kaiser (ook uit Utrecht) ook actief wervend bezig geweest. Kaiser was tevens advocaat van Easy Life. Bureau Bartels is inmiddels (november 2009) failliet verklaard. Veel van haar cliënten (die hierdoor nogmaals voor duizenden euro's gedupeerd zijn) sluiten zich alsnog aan bij de Stichting Easy Life Gedupeerden.
De beleggers, c.q. gedupeerden zijn voornamelijk gewone burgers die via Hypotheekverstrekker Liocorno een nieuw type hypotheekconstructie aangereikt kregen (´veiliger dan een beleggings-hypotheek`), waarvan de EasyLife obligaties een onderdeel vormden. Het failliet van EasyLife bracht veel van hen in grote financiële problemen. Niet alleen door het grote verdwenen bedrag, maar ook de langdurig doorlopende extra hypotheekkosten.
Inmiddels is door de Stichting Easy Life Gedupeerden (STELG) aan de Rechtbank 's-Hertogenbosch gevraagd om een commissie uit de schuldeisers te benoemen. Daarnaast is het Openbaar Ministerie aangeschreven met de vraag in hoeverre het Openbaar Ministerie iets kan betekenen voor gedupeerden. Dit verzoek zal worden aangehouden totdat het gesprek met de curator heeft plaatsgevonden. Ook de politiek is benaderd.

## De rol van tussenpersonen en banken
Bij een aantal gedupeerden is gebleken dat ook niet alle tussenpersonen van Liocorno schone handen hebben. Deze blijken bij de banken een hoger inkomen van de gedupeerden te hebben opgegeven dan is vermeld op de originele werkgeversverklaring en salarisstroken, om een extra of een hogere financiering te kunnen afsluiten (in enkele gevallen tot 200%) die dan weer in de obligaties van Easy Life gestoken konden worden. Hierdoor ontvingen de adviseurs een hogere provisie.
Mogelijk hebben banken onzorgvuldig gehandeld door de (door de adviseur verstrekte) inkomensgegevens niet te controleren aan de hand van de originele salarisstroken en werkgeversverklaringen. In dat geval zijn de betrokken banken hun zorgplicht niet nagekomen en kunnen zij mede aansprakelijk worden gesteld. Een van de betrokken banken, SNS Bank, ontkent de aantijgingen van de advocaat en wijst elke verantwoordelijkheid van de hand.

## Rechtbank veroordeelt verdachten tot celstraf
Op 26 april 2012 heeft de rechtbank in Den Bosch alle vier Easy Life verdachten van oplichting met tweedehands levensverzekeringen veroordeeld. Wolbers en Oosterbosch kregen beide celstraffen tot vier en een half jaar. Ze werden onmiddellijk na het vonnis aangehouden, omdat er volgens de rechtbank kans op herhaling is. De twee andere verdachten zijn veroordeeld tot respectievelijk twee jaar en één jaar cel. Volgens de rechtbank hebben de verdachten ‘van meet af aan' het oogmerk gehad om beleggers op te lichten.
Alle vier de verdachten maken volgens de rechtbank deel uit van een criminele organisatie. Er is 42 miljoen euro bij beleggers opgehaald. Die werden beloofd dat de hele inleg, of ten minste 70% van de inleg, in tweedehands Amerikaanse levensverzekeringen zou worden belegd. In werkelijkheid is er maar voor 9 miljoen aan polissen gekocht. De rest van het geld ging op aan de exorbitant hoge bedrijfsvoering en aan de 'luxueuze levensstijl' van de verdachten.

## Wolbers en Oosterbosch vrij
Oosterbosch is vrijgelaten op 31-08-2012 en Wolbers op 4-09-2012 daar zij in hoger beroep gegaan zijn tegen het vonnis zijn zij na 4 maanden voorlopige hechtenis opnieuw geschorst.